# SK Kladno
Der SK Kladno ist ein tschechischer Fußballklub aus der mittelböhmischen Stadt Kladno. Der 1903 gegründete Verein war von 1925–1947, 1948/49, 1952–1958, 1960–1965 und 1969/70 erstklassig. 1976 erreichte der Verein das Finale des Tschechischen Pokals und unterlag dort Sparta Prag mit 1:4. 2006 gelang nach 36 Jahren die Rückkehr in die 1. Liga, aus der die Mannschaft am Ende der Saison 2009/10 wieder abstieg.

## Vereinsgeschichte

Mannschaft des SK Kladno 1909

Der SK Kladno ist einer der ältesten Sport- und Fußballvereine Tschechiens. Besonders vor dem Zweiten Weltkrieg, aber auch kurz danach gehörte er zur Spitze des tschechoslowakischen Fußballs und stellte zahlreiche Nationalspieler. 1915 unterlag er im Finale des Charity Cup Sparta Prag, 1919 wurde er in der Meisterschaft des ČSF Zweiter.
1934 und 1938 nahm der SK Kladno am Mitropapokal teil. 1947 musste Kladno die 1. Liga aufgrund von Spielmanipulationen verlassen, kehrte aber ein Jahr später wieder zurück. 1949 folgte als Tabellenletzter der sportliche Abstieg, 1952 gelang dem SK Kladno die Rückkehr.
Vom Abstieg 1970 erholte sich der Verein nicht mehr richtig und verbrachte das folgende Jahrzehnt in der 2. Liga, die er 1981 nach unten verlassen musste. Erst 1988/89 gewann Kladno die Gruppe der 3. Liga und war damit zumindest wieder zweitklassig. 1992/93 wurde die Mannschaft Tabellenletzter, durch die Teilung der Tschechoslowakei blieb man aber in der 2. Liga der neu entstandenen Tschechischen Republik. Wie viele andere tschechische Vereine musste Kladno nun ohne Unterstützung eines Staatsbetriebs auskommen, im Falle Kladnos die Stahlhütte Poldi. Verschärft wurde die finanziell schlechte Lage durch den Konkurs des neuen Eigentümers Air Terrex des Unternehmers Martin Michal, der schon zuvor mit dem Zweitligisten Xaverov Praha, umbenannt in 1. FC Terrex Praha, erfolglos in die 1. Liga aufzusteigen versuchte.
Ohne Sponsoren konnte auch die 3. Liga nicht gehalten werden, 1997 folgte der Abstieg in die 4. Liga, der Verein war am sportlichen Tiefpunkt angekommen. Erst 2000 gelang der Wiederaufstieg in die 3. Liga, dort konnte man sich allerdings nur eine Saison lang halten. Vor der Saison 2003/04 fusionierte der SK Kladno mit dem FK Neratovice, übernahm dessen Zweitligalizenz und hatte so zwei Ligen übersprungen. Präsident wurde der sozialdemokratische Abgeordnete Michal Kraus, durch dessen Beziehungen die Finanzierung des Vereins erheblich erleichtert wurde. Scheiterten die Mittelböhmen in den folgenden zwei Jahren jeweils knapp am Aufstieg in die Gambrinus Liga, so gelang dieser in souveräner Manier in der Saison 2005/06. Jedoch stieg der Verein 2010 wieder ab, konnte sich diesmal aber auch in der 2. Liga nicht halten und beendete die Saison 2010/11 als Absteiger, so dass SK in der Saison 2011/12 nur noch drittklassig spielt.

## Internationale Wettbewerbe
| Saison | Bewerb                       | Gegner                      | Hinspiel | Rückspiel | Gesamt |
| ------ | ---------------------------- | --------------------------- | -------- | --------- | ------ |
| 1934   | Mitropapokal (Achtelfinale)  | AS Ambrosiana Inter Mailand | 1:1 (H)  | 3:2 (A)   | 4:3    |
|        | Mitropapokal (Viertelfinale) | Ferencváros Budapest        | 0:6 (A)  | 4:1 (H)   | 4:7    |
| 1938   | Mitropapokal (Achtelfinale)  | HAŠK Zagreb                 | 3:1 (H)  | 2:1 (A)   | 5:2    |
|        | Mitropapokal (Viertelfinale) | Juventus Turin              | 2:4 (A)  | 1:2 (H)   | 3:6    |

## Vereinsnamen
Der SK Kladno wurde am 15. Februar 1903 als Sportovní kroužek Kladno gegründet. 1904 wurde der Klub in SK (Sportovní klub) Kladno umbenannt. Nach einer Fusion mit Sparta Kladno und STAK Letná 1948 hieß der Verein ZSJ SONP Kladno, ab 1949 Sokol SONP Kladno, ab 1953 DSO Baník Kladno, ab 1958 TJ SONP Kladno, ab 1960 TJ Baník Kladno, ab 1961 wieder TJ SONP Kladno. 1977 folgte die Umbenennung in TJ Poldi SONP Kladno, 1989 eine weitere in TJ Poldi Kladno, 1992 SK Poldi Kladno, 1994 SK Agrox Kladno, 1994 1. FC Terrex Kladno. 1996 kehrte man zur ursprünglichen Bezeichnung SK Kladno zurück.

## Trainer
- Josef Ludl (1957–1958)
- Karel Kolský (1972)
- Jan Poštulka (1993–1994)
- Miroslav Beránek (1996, 2010–2011)
- Jaroslav Šilhavý (2007–2008)

## Spieler
- František Kloz (1928–1931, 1932–1933, 1934–1940). 175 Tore in der 1. Liga. Nach ihm ist das Stadion des SK Kladno benannt. Kloz machte zehn Länderspiele und erzielte sechs Tore.
- Antonín Rýgr (1941–1942, 1943–1948)
- Miroslav Rys (1955–1958, 1960–1968)
- Josef Kadraba (1958–1965)
- Jan Suchopárek (1974–1988) Jugend, (2003–2005) Spieler